# Louis Auguste Deschamps
Louis Auguste Deschamps (Saint-Omer, 1765 - París, 1842) fue un botánico y médico cirujano francés.

## Biografía
En 1791, se puso a la vela en una numerosa exploración en la fragata francesa L'Esperance, que fue en busca de la malograda expedición de Jean-François de La Pérouse, que había desaparecido en Oceanía.
También recolectó en México.

## Eponimia
Su obra es honrada con diversos nombres científicos dedicados a él, incluyendo el género Deschampsia P.Beauv. (una poácea) y las especies:
- (Asclepiadaceae) Dischidia deschampsii King & Gamble[3]
- (Lauraceae) Cinnamomum deschampsii Gamble[4]
- (Tiliaceae) Triumfetta deschampsii De Wild. & T.Durand[5]